# Октябрський (місто)
Октя́брський (рос. Октябрьский, башк. Октябрьский) — місто у складі Башкортостану, Росія. Адміністративний центр та єдиний населений пункт Октябрського міського округу.
Октябрський — одне з найупорядкованіших міст Республіки і Російської Федерації, близько 20 разів займав призові місця на Всеросійських оглядах.

## Географія
Місто розташоване на межі з Татарстаном, на річці Ік, біля федеральної траси автомагістраль М05 (Москва—Челябінськ).
Місто є п'ятим за величиною містом в республіці, знаходиться на заході республіки, за 188 км від її столиці — м. Уфи.

## Населення
Населення — 114194 особи (2019; 109474 у 2010, 108647 у 2002).

## Господарство
Місто має в своєму розпорядженні значну мінерально-сировинну базу, яка дозволяє забезпечити потреби промисловості будівельних матеріалів: будівельне каміння, піщано-гравієвий матеріал, піски для бетону і будівельних матеріалів.
Октябрський — крупний індустріальний центр. У структурі промислового виробництва підприємств машинобудування припадає на частку 43 %, паливній промисловості — 32 %. Підприємствами міста випускається продукції понад 250 найменувань, яка успішно конкурує на російських і закордонних ринках. Це нафта і газ, устаткування нафтопромислу та автотранспорту, низьковольтна апаратура, будівельні конструкції і матеріали, вахтові і житлові комплекси, автоприлади, взуття, швейні і порцелянові вироби.
Автомобільна промисловість в місті спеціалізується на випуску автомобільних приладів практично для всіх автомобільних, тракторобудівних і комбайнових заводів Росії. Продукція АТ «Низковольтник» — від низьковольтних комплектних пристроїв і щитів управління до складної електроапаратури — поставляється більш ніж в 30 країн світу.
За останні десятиліття в місті створена могутня будівельна база, яка представлена заводами і будівельно-монтажними підприємствами, пріоритетними напрямами яких є промислове і житлове будівництво, будівництво нафто- і газопроводів. Географія діяльності октябрських будівельників тягнеться від Західного Сибіру до Ставропольського краю. Є сумісні проекти з Туреччиною і Францією.

### Наука
Місто займає важливе місце в науково-технічному потенціалі Республіки. Науково-дослідний інститут геофізичних досліджень свердловин, що веде наукове об'єднання в Росії, володіє високим рівнем досліджень і розробок в області геофізичних досліджень свердловин на всіх етапах їх будівництва і освоєння. Це сучасні високоефективні технології при проводці і дослідженні горизонтальних свердловин; апаратура для сейсмічних досліджень по високих технічних характеристиках і автоматизованій технології робіт отримала визнання провідних компаній світу.